# NGC 1278
NGC 1278 este o galaxie eliptică situată în constelația Perseu. A fost descoperită în 14 februarie 1863 de către William Herschel. Se află la o distanță de 66,99 de megaparseci de Pământ.